# Antonio Tomassini
Antonio Tomassini (Ascoli Piceno, 1º dicembre 1943) è un politico e medico italiano.

## Biografia
Di professione medico, è stato eletto al Senato nella XIII, nella XIV, XV e XVI legislatura.
Nella XIII legislatura (1997-2001) diventa Presidente della Commissione parlamentare d'inchiesta sul Servizio Sanitario ricoprendo l'incarico fino al 2000 quando lascerà il posto al collega forzista Enrico Pianetta e membro della Commissione permanente Sanità del Senato e della Commissione speciale in materia d'infanzia.
Nella XIV legislatura (2001-2006) diventa Presidente della 12 Commissione permanente Sanità del Senato della Repubblica per Forza Italia. Al rinnovo delle Presidenze di Commissione di metà legislatura è confermato Presidente come tutti i suoi colleghi della maggioranza.
Nella XV legislatura (2006-2008) tornato senatore torna membro della Commissione Sanità del Senato. Come membro dell'opposizione, viene scelto come Presidente della rinnovata Commissione Parlamentare di Inchiesta sull'Efficacia e l'Efficienza del Servizio Sanitario Nazionale (ovvero l'ex Commissione Parlamentare di Inchiesta sul Sistema Sanitario istituita nella XII e XIII legislatura dal 1994 al 2001 che Tomassini presiedette dal 1997 al 2000 poi soppressa).
Nella XVI legislatura (2008-2013) torna Presidente della Commissione Sanità del Senato della Repubblica per il PdL.
È Presidente dell'Associazione Parlamentare Amici del Cavallo e dell'Ippica.
Nell'ottobre 2009 ha ricevuto numerose critiche dalla collega Donatella Poretti (Lista Emma Bonino - PD) per la sua "scarsa conoscenza del regolamento del Senato ed il suo stravolgimento a fini personali", relativamente al suo comportamento nella Commissione Sanità del Senato riguardo alla procedura per l'introduzione del farmaco abortivo Ru486 in Italia.

## Procedimenti giudiziari
È stato condannato in via definitiva a tre anni per falso in certificazione per aver alterato una cartella clinica di un intervento di parto in cui la bambina partorita subì gravi lesioni cerebrali.